# Ravels
Ravels es una localidad y municipio de la provincia de Amberes en Bélgica. Sus municipios vecinos son Arendonk, Baarle-Hertog, Oud-Turnhout y Turnhout, haciendo frontera al norte con los Países Bajos. Tiene una superficie de 95,0 km² y una población en 2018 de 14.871 habitantes, siendo los habitantes en edad laboral el 63% de la población.

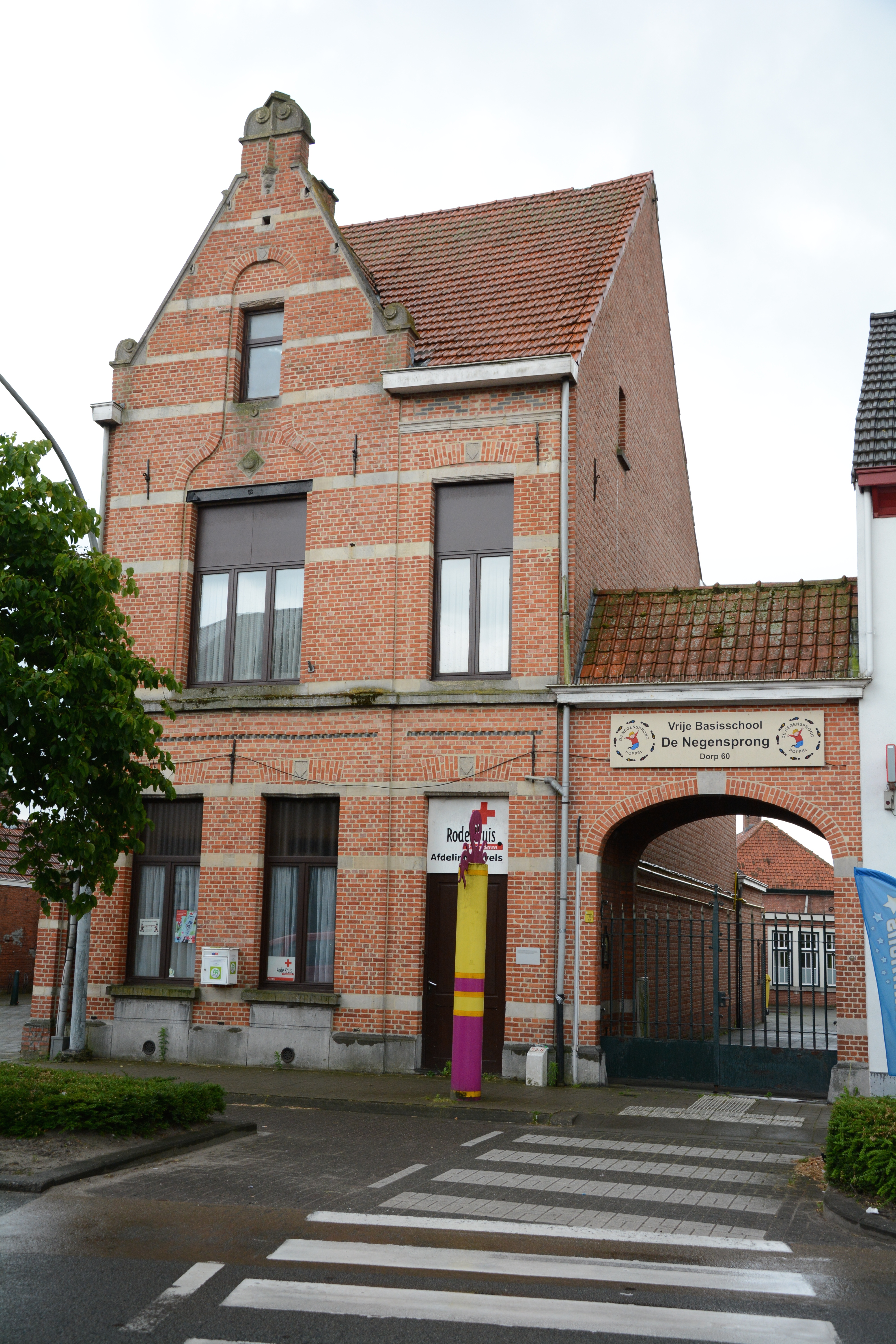
Casa de Poppel.

El municipio comprende las localidades de: Poppel, Ravels y Weelde, y aunque Ravels sea la capital del municipio, tanto el ayuntamiento como los servicios municipales están localizados en Weelde.
Una gran parte de sus habitantes son inmigrantes de los Países Bajos.

## Demografía

### Evolución
Todos los datos históricos relativos al actual municipio, el siguiente gráfico refleja su evolución demográfica, incluyendo municipios después de efectuada la fusión el 1 de enero de 1977.
| Gráfica de evolución demográfica de Ravels entre 1846 y 2020 |
|                                                              |